# Diane Kruger
Diane Kruger, pseudonimo di Diane Heidkrüger (Algermissen, 15 luglio 1976), è un'attrice e modella tedesca.

## Biografia
Nata vicino a Hildesheim, nella Bassa Sassonia, è figlia dell'impresaria bancaria Maria-Theresia e del tipografo Hans-Heinrich Heidkrüger; i suoi genitori divorziarono quando aveva 13 anni. Per migliorare il suo inglese, la madre decise di mandarla a Londra tramite lo scambio culturale; qui entrò alla Royal Ballet School, decisa a diventare una ballerina. A seguito di un infortunio rinunciò al sogno della danza, dedicandosi alla carriera da modella. A Parigi vinse a soli quindici anni il titolo Look of the Year della Elite. Dopo un breve periodo da modella venne attratta dalla recitazione e iniziò a prendere lezioni al Cours Florent. Cambiò dunque il cognome in uno più facile da pronunciare in inglese (da Heidkrüger a Kruger) e iniziò la carriera a Hollywood debuttando nel 2002, assieme a Dennis Hopper e Christopher Lambert, nel film The Piano Player. Ebbe la parte di Julie Wood in Adrenalina blu - La leggenda di Michel Vaillant del 2003 e di Lisa in Appuntamento a Wicker Park (2004), remake del film francese del 1996 L'appartamento con Monica Bellucci e Vincent Cassel.
Venne infine notata dal grande pubblico nel ruolo di Elena nel film Troy di Wolfgang Petersen. Nel 2004 fu protagonista con Nicolas Cage nel film Il mistero dei Templari e in Il mistero delle pagine perdute. Successivamente è apparsa in altri film come Joyeux Noël - Una verità dimenticata dalla storia (2005) e Io e Beethoven (2006). Nel 2009 ha interpretato Bridget Von Hammersmark in Bastardi senza gloria di Quentin Tarantino e Anna in Mr. Nobody di Jaco Van Dormael. L'anno dopo è apparsa nel 17º episodio della seconda stagione di Fringe, in un cameo (non accreditato) nel ruolo di Miranda Green. Sempre nel 2010 interpreta Boy George nel videoclip del featuring di Mark Ronson con Boy George e Andrew Wyatt, Somebody to Love Me, e diventa testimonial del profumo Beauty di Calvin Klein.

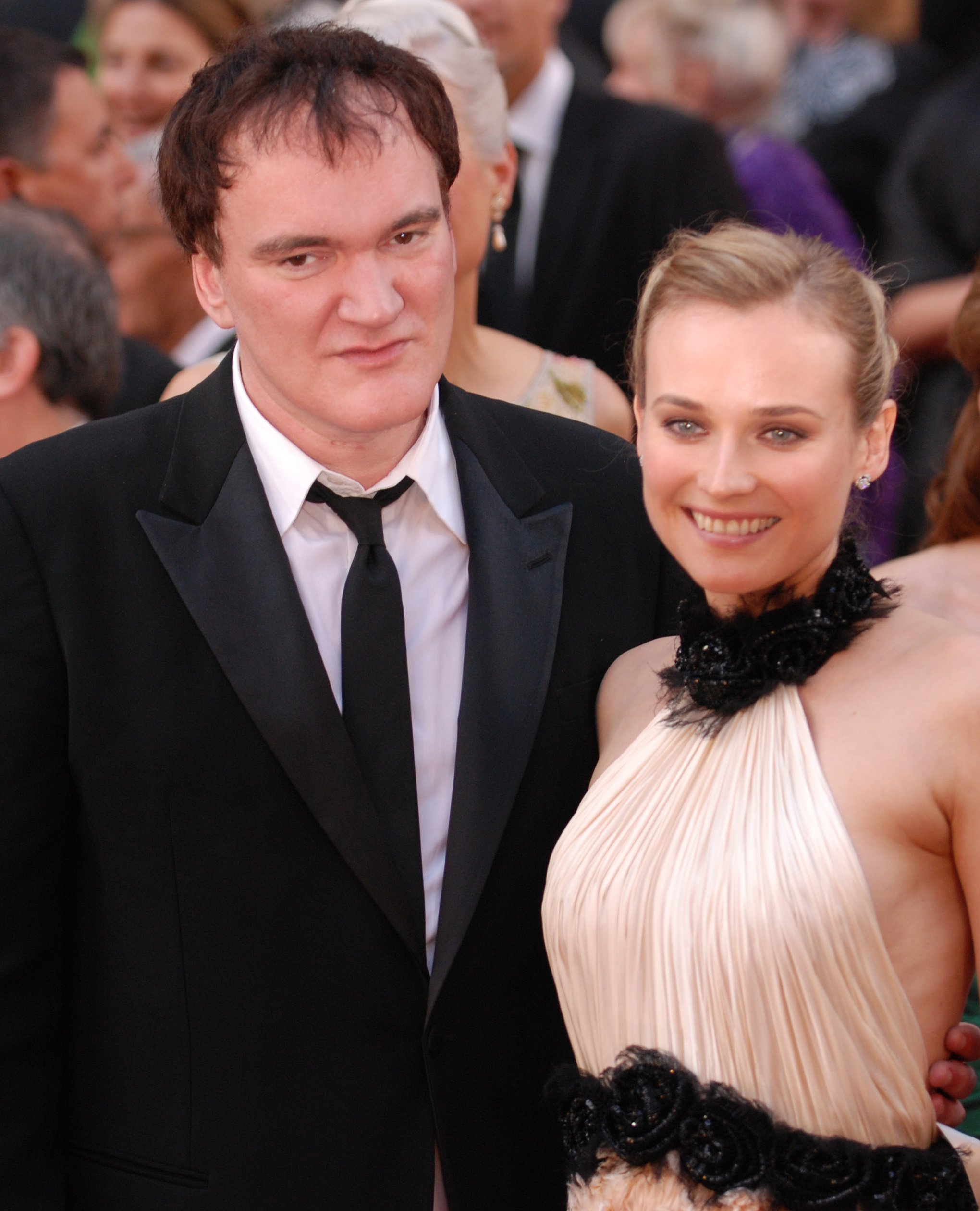
Quentin Tarantino e Diane Kruger ai Premi Oscar 2010

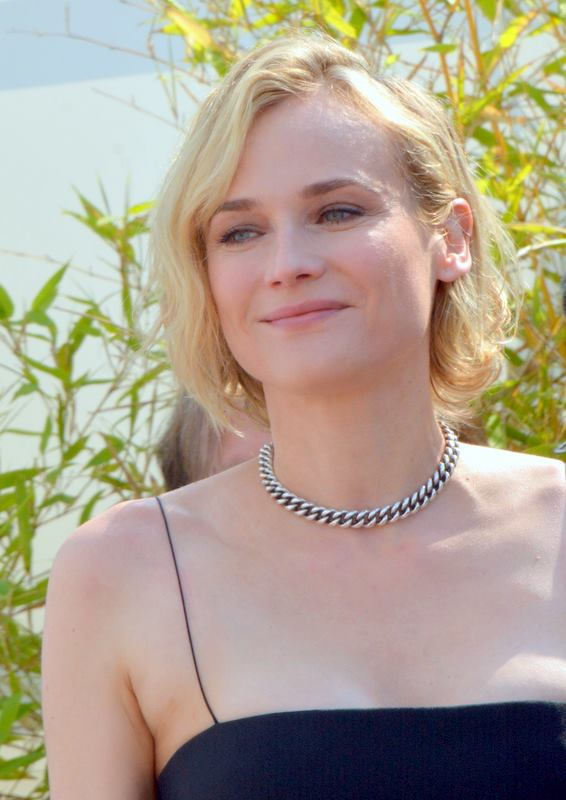
Diane Kruger al Festival di Cannes 2017

Nella primavera 2011 interpreta la regina Maria Antonietta nel film Addio mia regina, adattamento cinematografico di Benoît Jacquot dell'omonimo romanzo storico di Chantal Thomas; per la parte era stata inizialmente scritturata Eva Green. Nel 2012 è stata membro della giuria, presieduta da Nanni Moretti, al Festival di Cannes. Dall'anno successivo interpreta Sonya Cross, una detective del dipartimento di polizia di El Paso nella serie televisiva The Bridge. Viene scelta come testimonial Chanel per la linea Skincare e dalla L'Oréal come ambasciatrice mondiale.
Nel 2015 presenta a Cannes il film Disorder - La guardia del corpo, di Alice Winocour. La pellicola narra la storia di un soldato francese appena tornato dall'Afghanistan che, affetto da un disturbo da stress post-traumatico, viene assunto per garantire la sicurezza della moglie di un ricco uomo d'affari libanese. Nel mese di settembre è membro della giuria alla 72ª Mostra internazionale d'arte cinematografica di Venezia, presieduta dal regista Alfonso Cuarón.
Nel 2017 presenta al Festival di Cannes la pellicola Oltre la notte, ispirata ad attentati neonazisti realmente accaduti in Germania tra il 2000 e il 2007; nel film l'attrice interpreta il ruolo di Katja, una donna che cerca giustizia e vendetta successivamente alla perdita del marito e del figlio a causa dell'esplosione di una bomba. Per tale interpretazione, prima prova dell'attrice nella sua lingua madre, vince il premio come miglior attrice. Nel 2018 è nel cast di Jeremiah Terminator LeRoy, film biografico basato sul libro Girl Boy Girl: How I Became JT Leroy di Savannah Knoop. La pellicola è stata presentata in anteprima mondiale al Toronto International Film Festival.
L'anno successivo interpreta Rachel, un'agente del Mossad, nel thriller The Operative - Sotto copertura. Tratto dal libro The English Teacher dello scrittore Yiftach Reicher, è stato presentato fuori concorso alla 69ª edizione del Festival internazionale del cinema di Berlino.
Nel 2021 ha interpretato, insieme a varie attrici, tra cui anche Valeria Bruni Tedeschi, una serie di piccoli cortometraggi intitolati "H24". Si tratta di 24 episodi il cui scopo è quello di sensibilizzare e denunciare le molteplici forme di abusi sulle donne. Ogni episodio è basato su fatti realmente accaduti. La serie è stata presentata il 25 novembre, Giornata internazionale per l'eliminazione della violenza contro le donne. L'anno successivo prese parte al thriller The 355, caratterizzato da un cast protagonista tutto al femminile.

## Vita privata
Il 1º settembre 2001 si è sposata con l'attore e regista francese Guillaume Canet, per poi divorziare nel 2006; nello stesso anno si è legata all'attore canadese Joshua Jackson, con cui ha avuto una lunga relazione conclusasi nel luglio 2016.
Dalla fine del 2016 ha una relazione con l'attore Norman Reedus. Nel novembre del 2018 nasce la loro prima figlia. Vive dividendosi tra Parigi e Vancouver, e oltre al tedesco parla correntemente l'inglese e il francese.
È affetta da un disturbo da deficit di attenzione e iperattività.

## Filmografia

### Cinema
- The Piano Player, regia di Jean-Pierre Roux (2002)
- Mon idole, regia di Guillaume Canet (2002)
- Autoreverse (Ni pour, ni contre (bien au contraire)), regia di Cédric Klapisch (2002)
- Adrenalina blu - La leggenda di Michel Vaillant (Michel Vaillant), regia di Louis-Pascal Couvelaire (2003)
- Troy, regia di Wolfgang Petersen (2004)
- Appuntamento a Wicker Park (Wicker Park), regia di Paul McGuigan (2004)
- Narco, regia di Tristan Aurouet e Gilles Lellouche (2004)
- Il mistero dei Templari - National Treasure (National Treasure), regia di Jon Turteltaub (2004)
- Joyeux Noël - Una verità dimenticata dalla storia (Joyeux Noël), regia di Christian Carion (2005)
- Frankie, regia di Fabienne Berthaud (2005)
- Triplice inganno (Les Brigades du tigre), regia di Jérôme Cornuau e François Cornuau (2006)
- Io e Beethoven (Copying Beethoven), regia di Agnieszka Holland (2006)
- Il colore della libertà - Goodbye Bafana (Goodbye Bafana), regia di Bille August (2007)
- L'età barbarica (L'Âge des ténèbres), regia di Denys Arcand (2007)
- The Hunting Party, regia di Richard Shepard (2007)
- Il mistero delle pagine perdute - National Treasure (National Treasure: Book of Secrets), regia di Jon Turteltaub (2007)
- Anything for Her (Pour Elle), regia di Fred Cavayé (2008)
- Mr. Nobody, regia di Jaco Van Dormael (2009)
- Bastardi senza gloria (Inglourious Basterds), regia di Quentin Tarantino (2009)
- Pieds nus sur les limaces, regia di Fabienne Berthaud (2009)
- Una tragica scelta (Inhale), regia di Baltasar Kormákur (2010)
- Unknown - Senza identità (Unknown), regia di Jaume Collet-Serra (2011)
- Special Forces - Liberate l'ostaggio (Forces spéciales), regia di Stéphane Rybojad (2011)
- Addio mia regina, regia di Benoît Jacquot (2012)
- Un piano perfetto (Un plan parfait), regia di Pascal Chaumeil (2012)
- The Host, regia di Andrew Niccol (2013)
- Tutto sua madre (Les Garçons et Guillaume, à table!), regia di Guillaume Gallienne (2013)
- The Better Angels, regia di A.J. Edwards (2014)
- Disorder - La guardia del corpo (Maryland), regia di Alice Winocour (2015)
- Padri e figlie (Fathers and Daughters) regia di Gabriele Muccino (2015)
- The Infiltrator, regia di Brad Furman (2016)
- Oltre la notte (Aus dem Nichts), regia di Fatih Akın (2017)
- All That Divides Us - Amore criminale (Tout nous sépare), regia di Thierry Klifa (2017)
- Benvenuti a Marwen (Welcome to Marwen), regia di Robert Zemeckis (2018)
- Jeremiah Terminator LeRoy, regia di Justin Kelly (2018)
- The Operative - Sotto copertura (The Operative), regia di Yuval Adler (2019)
- Secret Team 355 (The 355), regia di Simon Kinberg (2022)
- First Love, regia di A.J. Edwards (2022)
- Detective Marlowe (Marlowe), regia di Neil Jordan (2022)
- Out of the Blue, regia di Neil LaBute (2022)
- Joika - A un passo dal sogno (Joika), regia di James Napier Robertson (2023)
- The Shrouds - Segreti sepolti (The Shrouds), regia di David Cronenberg (2024)
- Era mio figlio (Longing), regia di Savi Gabizon (2024)
- Amrum, regia di Fatih Akın (2025)

### Televisione
- Duelles – serie TV, episodio 2x06 (2002)
- Fringe – serie TV, episodio 2x17 (2010)
- The Bridge – serie TV, 26 episodi (2013-2014)

## Riconoscimenti
- Awards Circuit Community Awards
  - 2009 – Miglior cast per Bastardi senza gloria[19]
  - 2009 – Candidatura alla miglior attrice non protagonista per Bastardi senza gloria[19]

- Festival di Cannes
  - 2003 – Miglior attrice rivelazione
  - 2017 – Prix d'interprétation féminine per Oltre la notte

- Golden Camera, Germany
  - 2010 – Miglior attrice internazionale per Bastardi senza gloria

- Golden Schmoes Awards
  - 2009 – Candidatura alla miglior attrice non protagonista per Bastardi senza gloria

- Satellite Award
  - 2018 – Miglior attrice protagonista per Oltre la notte[20]

- Saturn Award
  - 2005 – Candidatura alla miglior attrice non protagonista per Il mistero dei Templari - National Treasure
  - 2010 – Candidatura alla miglior attrice non protagonista per Bastardi senza gloria

- Screen Actors Guild Award
  - 2010 – Candidatura alla miglior attrice non protagonista per Bastardi senza gloria
  - 2010 – Miglior cast per Bastardi senza gloria

- Teen Choice Awards
  - 2008 – Candidatura alla miglior attrice in un film d'azione/avventura per Il mistero dei Templari - National Treasure

## Doppiatrici italiane
Nelle versioni in italiano dei suoi film, Diane Kruger è stata doppiata da:
- Claudia Catani ne L'età barbarica, Una tragica scelta, Unknown - Senza identità, Un piano perfetto, Padri e figlie, Benvenuti a Marwen, Joika - A un passo dal sogno, Era mio figlio
- Chiara Colizzi in Special Forces - Liberate l'ostaggio, Addio mia regina, The Infiltrator, Oltre la notte, First Love, The Shrouds - Segreti sepolti
- Stella Musy in Troy, Il mistero dei Templari - National Treasure, Io e Beethoven, Il mistero delle pagine perdute
- Francesca Fiorentini in Triplice inganno, The Hunting Party, Anything for Her, Secret Team 355
- Eleonora De Angelis in Appuntamento a Wicker Park, Joyeux Noël - Una verità dimenticata dalla storia
- Giò Giò Rapattoni ne Il colore della libertà - Goodbye Bafana, The Bridge
- Emanuela Amato in The Piano Player
- Barbara De Bortoli in Adrenalina blu - La leggenda di Michel Vaillant
- Rita Baldini in Fringe
- Federica De Bortoli in Mr. Nobody
- Domitilla D'Amico in Bastardi senza gloria
- Roberta Pellini in The Host
- Sabine Cerullo in Tutto sua madre
- Daniela Calò in The Operative - Sotto copertura
- Katia Sorrentino in Detective Marlowe